# Henning Jakobsen
Henning Lynge Jakobsen (Copenhague, 6 de marzo de 1962) es un deportista danés que compitió en piragüismo en la modalidad de aguas tranquilas.
Participó en los Juegos Olímpicos de Los Ángeles 1984, obteniendo dos medallas: plata en la prueba de C1 500 m y bronce en C1 1000 m.

## Palmarés internacional
| Juegos Olímpicos | Juegos Olímpicos             | Juegos Olímpicos  | Juegos Olímpicos |
| Año              | Lugar                        | Medalla           | Competición      |
| ---------------- | ---------------------------- | ----------------- | ---------------- |
| 1984             | Los Ángeles (Estados Unidos) | Medalla de plata  | C1 500 m         |
| 1984             | Los Ángeles (Estados Unidos) | Medalla de bronce | C1 1000 m        |